# Станчо Пенчев
Станчо Пенчев е български писател - белетрист, мислител, поет и сценарист.

## Биография и творчество
Роден е на 13 февруари 1962 г. в град Шумен. Завършил е философия в Софийския университет „Св. Климент Охридски“. 
Работи във вестници, няколко национални телевизии, Военна киностудия. Автор е на сценарии и режисьор на документални филми. Бил е организатор и директор продукция в документалното кино.
Две от новите му книги - „Триада” (2013) – разкази и притчи, и „Късна жена” (2014), роман, са номинирани в две последователни години за годишната награда на Портал „Култура“ и фондация „Комунитас“. През 2020 г. е номиниран за националната литературна награда „Йордан Йовков“. Член на българския ПЕН център.
Автор е на книгите „Късна жена“ (1993), „Отблясъци от капка вода“ (1995), „Слабостта на спасения“ (1995), „Сънни светилища“ (1997), „Властта на очите“ (2001), „Лунен купол“ (2002), „Сянката на вдигнатата ръка“ (2004), „Триада“ (2013) и „Операция Марсов венец“ (2017).
Негови притчи и разкази са преведени на немски и френски език.

## Произведения

### Романи
- „Късна жена“ (1993, 2014)
- „Лунен купол“ (2002)
- „Операция Марсов венец“ (2017)
- "Марсов венец. Децата на Уран" (2023)

### Сборници
- „Отблясъци от капка вода“ (1995)
- „Слабостта на спасения“ (1995)
- „Сънни светилища“ (1997)
- „Властта на очите“ (2001)
- „Сянката на вдигнатата ръка“ (2004)
- „Седем приказки“ (2007)
- „Триада“ (2013)

### Научнопопулярни исторически книги
- „Голяма книга на българските владетели“ (2013)
- „Голяма книга на великите личности на България“ (2014)
- „Голяма книга за създаването на България“ (2016)